# Pareumelea hortensiata
Pareumelea hortensiata là một loài bướm đêm trong họ Geometridae.